# Шато-Гонтье (округ)
Шато-Гонтье (фр. Château-Gontier) — округ (фр. Arrondissement) во Франции, один из округов в регионе Страна Луары. Департамент округа — Майенн. Супрефектура — Шато-Гонтье.
Население округа на 2006 год составляло 61 335 человек. Плотность населения составляет 48 чел./км². Площадь округа составляет всего 1270 км².